# اختبار صلابة القرص الدوائي
اختبار صلابة القرص: هو تقنية مخبرية تُستخدَم في الصناعة الدوائية لتحديد نقطة انهيار قرص دوائي ما وسلامته البنيوية، واكتشاف كيف تتغير «خلال ظروف التخزين، والنقل، والتغليف، والتعامل معها باليد قبل الاستخدام». تعتمد نقطة انهيار قرص دوائي ما على شكله. إن هذا الاختبار مشابه لاختبار التفتيت، لكنه ليس نفس الاختبار.
ظهرت أجهزة اختبار صلابة القرص الدوائي للمرة الأولى في ثلاثينيات القرن العشرين. في خمسينيات القرن العشرين، طُرِح جهاز اختبار سترونغ كوب. وقد حصل على براءة اختراعه روبرت ألبريتشت في 21 يوليو 1953، وكان يستخدم مضخة هواء. كانت قوى انهيار القرص تعتمد على وحدات كيفية يشار إليها بوحدات سترونغ كوب. أعطى جهاز الاختبار الجديد قراءات غير موافقة لتلك التي كانت تعطيها أجهزة الاختبار القديمة. في وقت لاحق، طُرِحت آلات اختبار كهروميكانيكية. غالبًا ما كانت تتضمن آليات مثل محركات الأقراص، والقدرة على إرسال القياسات إلى كمبيوتر أو إلى طابعة.
هناك عمليتان رئيسيتان لاختبار صلابة القرص الدوائي: اختبار الضغط، واختبار انحناء 3 نقاط. بالنسبة لاختبار الضغط، يرصف المُحلِّل القرص الدوائي بشكل عام بطريقة قابلة للتكرار، ويُعصَر القرص بين فك ثابت وآخر متحرك. تطبق الآلات الأولى القوة بشكل متواصل مع نابض وخيط لولبي حتى يبدأ القرص بالانهيار. عندما يتجزأ القرص، كانت تُقرَأ الصلابة بميزان متدرج.

## قائمة بأجهزة اختبار الصلابة الشائعة
هناك أجهزة عديدة تستخدم لهذه الغاية:
- جهاز اختبار مونسانتو الذي طُوِّر قبل 50 عام. يتكون التصميم من «برميل يحوي نابضًا قابلًا للانضغاط مُثبَّت بين مكبسين». يُوضَع القرص الدوائي على المكبس السفلي، ويخفض المكبس العلوي نحوه.[2][5]
- جهاز اختبار سترونغ كوب الذي يحوي سندانًا مقابل منصة ثابتة.[2] تُعرَض النتائج من مقياس هيدروليكي. تكون النتائج قريبة لتلك التي يعطيها جهاز اختبار مونسانتو.[6]
- جهاز اختبار فايزر الذي يضغط القرص الدوائي بين سندان مُثبَّت وكبس موصول بمقياس قراءة القوة عندما تُمسَك مقابضه الشبيهة بالكمّاشة.[2]
- جهاز اختبار إرويكا الذي يختبر قرصًا دوائيًا موضوعًا على السندان السفلي ووزن يتحرك على طول سكة يضغط ببطء على القرص الدوائي.[2]
- جهاز اختبار الدكتور شلوينغر فارماترون الذي يعمل بوضعية أفقية. يدفع محرك كهربائي السندان لضغط قرص بمعدل ثابت. يُدفَع القرص على سندان ثابت حتى يتجزأ. تُؤخَذ القراءة من مؤشر الميزان.[2]
- جهاز كرايمر إليكترونيك لاختبار الأقراص الذي كان أول جهاز اختبار صلابة أقراص أوتوماتيكي للتنظيم الذاتي في مكابس الأقراص. اخترعه مهندس الميكانيك الألماني السيد نوربرت كرايمر في دارمشتات/ ألمانيا. تٌفصَل الأٌقراص بمزلق مغذٍ مائل له براءة اختراع، وتُحرَّك على عجلة نجمية أفقية من خلال محطات اختبار مختلفة. يقيس جهاز كرايمر إليكترونيك لاختبار وزن الأقراص والكبسولات، وثخانتها، وقطرها/ طولها، وعرضها، وصلابتها.[7]